# Boursinidia darwini
Boursinidia darwini là một loài bướm đêm thuộc họ Noctuidae. Nó được tìm thấy ở Biobío, Araucanía và vùng Magallanes và Antartica Chilenas của Chile.
Sải cánh dài 39–41 mm. Con trưởng thành bay từ tháng 11 đến tháng 12.